# ジア・ファレル
ジア・ファレル（Gia Farrell、1989年2月9日 - ）は、アメリカ合衆国のシンガーソングライター。ニューヨーク州ロックランド郡サファーン出身。両親はイタリア系アメリカ人。デビューシングル"Hit Me Up"は2006年に公開されたアメリカのフルアニメーション映画ハッピー フィートで使用された。
| スタブアイコン | サブスタブ | この項目は、まだ閲覧者の調べものの参照としては役立たない、歌手に関連した書きかけの項目です。この項目を加筆・訂正などしてくださる協力者を求めています（P:音楽/PJ:芸能人）。 |